# Krzyżanów (gmina)
Pour les articles homonymes, voir Krzyżanów.
Krzyżanów est une gmina (commune) rurale (gmina wiejska) du powiat de Kutno, dans la Voïvodie de Łódź, dans le centre de la Pologne.
Son siège administratif (chef-lieu) est le village de Krzyżanów, qui se situe environ 8 kilomètres (km) au sud-est de Kutno (siège du powiat) et 45 kilomètres au nord de la capitale régionale Łódź (capitale de la voïvodie).
La gmina couvre une superficie de 103,06 km2 pour une population de 4 292 habitants en 2014.

## Histoire
De 1975 à 1998, la gmina est attachée administrativement à la voïvodie de Płock.

Depuis 1999, elle fait partie de la voïvodie de Łódź.

## Géographie
La gmina inclut les villages et localités de :
- Brony
- Goliszew
- Julianów
- Kaszewy Dworne
- Kaszewy Kościelne
- Kaszewy Tarnowskie
- Kaszewy-Kolonia
- Kaszewy-Spójnia
- Konary
- Krzyżanów
- Krzyżanówek
- Ktery A
- Ktery B
- Ktery SK
- Kuchary
- Łęki Górne
- Łęki Kościelne
- Łęki Kościelne SK
- Malewo
- Marcinów
- Micin
- Mieczysławów
- Młogoszyn
- Pawłowice
- Psurze
- Różanowice
- Rustów
- Rybie
- Siemienice
- Siemieniczki
- Sokół
- Stefanów
- Świniary
- Uroczysko Leśne
- Wały A
- Wały B
- Wierzyki
- Władysławów
- Wojciechowice Duże
- Wojciechowice Małe
- Wyręby Siemienickie
- Żakowice
- Zawady
- Zieleniew
- Złotniki

### Gminy voisines
La gmina de Krzyżanów est voisine des gminy suivantes :
- Bedlno
- Góra Świętej Małgorzaty
- Kutno
- Oporów
- Piątek
- Witonia

## Structure du terrain
D'après les données de 2007, la superficie de la commune de Krzyżanów est de 103,06 kilomètres carrés, répartis comme telle :
- terres agricoles : 85 %
- forêts : 3 %

La commune représente 11,62 % de la superficie du powiat.

## Démographie
Données du 31 décembre 2014 :
| Description        | Total  | Total | Femmes | Femmes | Hommes | Hommes |
| ------------------ | ------ | ----- | ------ | ------ | ------ | ------ |
| Unité              | Nombre | %     | Nombre | %      | Nombre | %      |
| Population         | 4 292  | 100   | 2 158  | 50,3   | 2 134  | 49,7   |
| Densité (hab./km²) | 41,6   | 41,6  | 20,9   | 20,9   | 20,7   | 20,7   |